# Mayrac
Mayrac é uma comuna francesa na região administrativa de Occitânia, no departamento de Lot. Estende-se por uma área de 7,86 km². Em 2010 a comuna tinha 263 habitantes (densidade: 33,5 hab./km²).